# Einstein@Home
Pour les articles homonymes, voir Einstein (homonymie) et EAH.

Écran de veille interactif Einstein@Home

Einstein@Home (EAH) est un projet de calcul distribué destiné à détecter des ondes gravitationnelles en analysant les données des interféromètres.
Il utilise la plateforme de calcul distribué BOINC, développé par Bruce Allen et son équipe. Il a été lancé à l'occasion de l'année mondiale de physique en 2005 afin de mobiliser la puissance inutilisée des ordinateurs de milliers de volontaires à l'instar de SETI@Home.

## Objectifs
Son objectif est de détecter des ondes gravitationnelles en analysant les données des interféromètres LIGO (États-Unis) et GEO (Allemagne). Ces instruments sont conçus pour détecter les ondes gravitationnelles provenant entre autres des systèmes binaires de trous noirs et d'étoiles à neutrons, de supernovae, du bruit de fond cosmologique et des pulsars. Einstein@Home est spécifiquement conçu pour analyser des ondes associées aux pulsars. Il est possible que cette expérience permette la découverte de faits nouveaux et inattendus.
Depuis mars 2009, une partie de la puissance de calcul d'Einstein@Home est utilisée pour réanalyser des données prises par le consortium PALFA à l'observatoire d'Arecibo à Porto Rico. Cette nouvelle étude se consacre à la recherche de pulsars dans des systèmes binaires serrés. Depuis, des données de l'observatoire de Parkes en Australie (Parkes Multibeam Survey) ont été ajoutées à cette étude.

## Recherche du signal
Ces détecteurs sont d'une extrême sensibilité[Laquelle ?]. Ils sont en effet les détecteurs les plus sensibles jamais construits et utilisent les technologies les plus récentes. Toutefois, leur signal de sortie est composé principalement de bruits d'origines diverses, tels que les séismes, l'agitation thermique des atomes constituant les détecteurs optiques et leurs suspensions[Lequel ?], le comportement quantique des photons de la lumière du laser. Le problème de la recherche d'ondes gravitationnelles a été décrit comme «essayer d'entendre une flûte dans un concert de heavy metal», car on a besoin d'identifier une forme d'onde connue cachée dans le bruit du détecteur. En arrivant sur Terre, l’onde gravitationnelle entraîne une distorsion de seulement 1 milliardième du diamètre d’un atome (10–19 mètre) pour une distance de quelques kilomètres !

## Historique
La construction des instruments LIGO et GEO ont commencé au milieu des années 1990. Les deux interféromètres de LIGO ont été inaugurés officiellement les 11 et 12 novembre 1999. Depuis, les responsables de ces instruments ont procédé à des séquences d'amélioration technologique et scientifique qui ont considérablement amélioré leur sensibilité.
Les phases de collecte de données :
- S1: 23 août au 9 septembre 2002
- S2: 14 février au 14 avril 2003
- S3: 31 octobre 2003 au 9 janvier 2004
- S4: 22 février au 23 mars 2005
- S5: 9 novembre 2005 à fin 2006 (En cours d'analyse)

## Résultats
En ce qui concerne la détection de pulsars, l'analyse des données de l'observatoire d'Arecibo a permis la réobservation de 134 pulsars, incluant 8 pulsars millisecondes, et la découverte de 2 nouveaux pulsars millisecondes (PSR J2007+2722 et PSR J1952+2630). À la date du 06 septembre 2011, les données du radiotélescope de Parkes ont permis la découverte de 10 nouveaux pulsars dont un pulsar milliseconde (PSR J1840-0644). Ces nouvelles découvertes ont été confirmées par des observations ultérieures.

## Article lié
- Charity Engine